# Цюншань
Цюнша́нь (кит. упр. 琼山, пиньинь Qióngshān) — район городского подчинения городского округа Хайкоу провинции Хайнань (КНР).

## История
Во времена империи Тан в 627 году был создан уезд Цюншань (琼山县). В 631 году была создана Цюнчжоуская область (琼州), власти которой разместились в уезде Цюншань. После свержения власти монголов и создания империи Мин Цюнчжоуская область была в 1368 году поднята в статусе, и стала Цюнчжоуской управой (琼州府). После Синьхайской революции в Китае была проведена реформа структуры административного деления, в результате которой управы были упразднены, поэтому в 1912 году Цюнчжоуская управа была расформирована.
В 1926 году решением властей провинции Гуандун Хайкоу был выделен из уезда Цюншань в отдельный город, однако уже в 1931 году этот статус был ликвидирован, и эти места вернулись под управление властей уезда Цюншань.
После того, как в 1950 году остров Хайнань был занят войсками НОАК, Хайкоу был вновь выделен из уезда Цюншань в отдельный город, а сам уезд Цюншань вошёл в состав Административного района Хайнань (海南行政区) провинции Гуандун. В 1970 году Административный район Хайнань был переименован в Округ Хайнань (海南地区), но в 1972 году округ снова стал административным районом.
13 апреля 1988 года Административный район Хайнань был преобразован в отдельную провинцию Хайнань.
Постановлением Госсовета КНР от 8 апреля 1994 года уезд Цюншань был преобразован в городской уезд.
Постановлением Госсовета КНР от 16 октября 2002 года городской уезд Цюншань был упразднён; часть его бывших земель перешла в состав других районов Хайкоу, а на оставшейся территории был образован район Цюншань городского округа Хайкоу.

## Административное деление
Район делится на 1 уличный комитет и 8 посёлков.